# Monty Weber
Desmond Monty Weber (* 22. Juni 1941 in Rondebosch; † August 1999) war ein südafrikanischer Schlagzeuger des Cape Jazz.

## Leben und Wirken
Weber erhielt bereits als Kind eine Trommel. Beeindruckt durch Tony Scott spielte er als Jugendlicher Klarinette, wechselte dann aber ans Schlagzeug. Ende der 1950er Jahre arbeitete er in Kapstadt mit Johnny Gertze und Dick Schilder, dann mit Vic Swartz. In den frühen 1960er Jahren gehörte er zur Dixieland-Band von Kenny Jephta, mit dem er auch im benachbarten Ausland auftrat. 1962 und Anfang 1963 war er Mitglied im Septett von Chris McGregor (mit dem er beim Cold Castle Festival auch auf einer Kompilationsplatte dokumentiert wurde). 1974 war er an den Aufnahmen zu Abdullah Ibrahims legendärem Album Mannenberg – Is Where It’s Happening beteiligt; mit dessen Band tourte er anschließend in Europa. Zwischen 1979 und 1981 arbeitete er mit Basil Coetzee, Pops Mohamed, Richard Peters, Robbie Jansen und Sipho Gumede in der Gruppe Movement in the City, die zwei Alben einspielte. Daneben gehörte er zu Pops Mohameds Black Disco. Später war er Mitglied des Trios von Tony Schilder. Im Bereich des Jazz verzeichnet Tom Lord zwischen 1974 und 1991 sieben Aufnahmen von Weber. Er erkrankte an Zuckerkrankheit und starb, nachdem ihm bei fortschreitender Krankheit beide Beine amputiert worden waren.

## Diskographische Hinweise
- Abdullah Ibrahim Mannenberg: Is Where It’s Happening (1974, mit Robbie Jansen, Kippie Moeketsi, Morris Goldberg, Paul Michaels)
- Lionel Beukes, Sammy Hartman, Monty Weber, Basil Coetzee, Errol Dyers, Monwabisi Remember District Six – A Musical Concept by Sammy Hartman, Lionel Beukes & Monty Weber (CBS 1976)
- Tete Mbambisa Did You Tell Your Mother (1979, mit Basil Coetze, Zulu Bidi)
- Abdullah Ibrahim Voice of Africa (1988, Kippie Moeketsi, Robbie Jansen bzw. Basil Coetzee, Duku Makasi, Basil Moses bzw. Paul Michaels bzw. Sipho Gumede, Gilbert Mathews)
- Abdullah Ibrahim  Mantra Mode (Enja 1991, mit Johnny Mekoa, Basil Coetzee, Robbie Jansen, Errol Dyers, Spencer Mbadu)